# Средишње бечко гробље
Средишње бечко гробље је једно од највећих гробaља на свету по броју сахрањених и најпознатије гробље међу скоро 50 бечких гробаља. Назив гробља описује његов значај као највећег бечког гробља, а не географску локацију, јер се не налази у средишту аустријске престонице, већ на периферији, у спољној градској четврти Симеринг.

## Историја и опис
За разлику од многих других, Средишње бечко гробље се није споро развијало. Одлука о оснивању новог, великог гробља за град Беч донета је 1863. године када је постало јасно да ће се – услед индустријализације – становништво града на крају повећати до те мере да ће се постојећа заједничка гробља показати недовољним. Градски челници су очекивали да ће Беч, тада главни град велике Аустроугарске империје нарасти на четири милиона становника до краја 20. века, пошто нико није предвидео колапс Царства 1918. и пораз у Првом светском рату. Градско веће је стога доделило простор релативно далеко ван граница града и релативно великих димензија, како би задовољило потребе за сахрањивањем на дужи временски период. Градски оци су одлучили 1869. да раван простор у Симерингу буде место будућег Средишњег гробља. Гробље је пројектовано 1870. године према плановима франкфуртских пејзажних архитеката Карла Јонаса Милијуса и Алфреда Фридриха Блунчлија који су за свој пројекат награђени per angusta ad augusta (од страшног до узвишеног).
Гробље је отворено на Дан Свих Светих 1874. године. Међутим, освећење гробља није прошло без контроверзи: међуденоминациони карактер новог гробља (различите верске групе су покопане на истом тлу) наишао је на жесток отпор, посебно у конзервативним круговима Римокатоличке цркве. Након давања знатне количине новца за изградњу одвојеног јеврејског дела гробља, одлуке града су наишле на жестоке критике када је град објавио да не жели званично католичко отварање новог гробља. На крају су супротстављене групе постигле договор да католички представници дискретном церемонијом отворе Средишње гробље. Због суздржавања од велике јавне пажње, гробље су готово непримећено отворили у рано јутро 31. октобра 1874. градоначелник Беча барон Кајетан фон Фелдер и кардинал Јозеф Отмар Раушер и тиме су избегли ескалацију јавне полемике. Званично отварање Средишњег гробља обављено је следећег дана првом сахраном, извесног Јакоба Зелзера, а затим и 15 других покојника. Гроб Јакоба Зелзера и данас постоји у близини управне зграде гробља.
У средишту гробља се налази црква Светог Карла Боромејског која се некада се звала Меморијална црква Карла Луегера због крипте бившег градоначелника Беча испод главног олтара. Ову цркву је у стилу сецесије 1908–1910 саградио Макс Хегеле. Испред цркве је крипта аустријских савезних председника. Испод саркофага је гробни свод са степеницама које воде до кружне просторије чији су зидови обложени нишама у које се покојник у урни или ковчегу може сахранити.
Гробље обухвата 2,5 km2 (250 ha) са 330.000 гробних места и око 25 сахрањивања дневно. То је уједно и друго највеће европско гробље, после хамбуршког гробља Охлсдорф, које је највеће у Европи по броју закопа и по површини.
Бечка шала каже да је Средишње гробље „упола мање од Цириха, али дупло забавније“,. Средишње гробље има мртву популацију скоро дупло већу од садашњих живих становника Беча.
Насупрот главне капије гробља, преко пута Симерингер Хауптштрасе налази се Бечки крематоријум који је, у стилу оријенталне тврђаве, 1922. године подигао Клеменс Холцмајстер.

## Интерденоминациони карактер
Поред католичког дела, на гробљу се налази протестантско гробље (отворено 1904) и два јеврејска гробља.
Иако су старије (основано 1863. године) од два јеврејска гробља нацисти уништили током Кристалне ноћи, око 60.000 гробова је остало нетакнуто. Подаци гробља показују 79.833 сахране Јевреја до 10. јула 2011. Истакнуте сахране овде укључују сахране породице Ротшилд и књижевника Артура Шницлера. Друго јеврејско гробље изграђено је 1917. године и користи се и данас. Од 21. новембра 2007. године у новом делу било је 58.804 јеврејских сахрана. Званичници су 29. јуна 2012. открили скрнављење 43 јеврејска гроба у два јеврејска дела, наводно као антисемитски чин – камење и плоче су срушене или оштећене.
Од 1876. муслимани су такође сахрањивани у Средишњем бечком гробљу. По аустријском закону мртви се сахрањују у ковчегу, за разлику од исламске ритуалне праксе сахрањивања у покрову. Отварање новог исламског гробља Исламске верске заједнице Аустрије одржано је 3. октобра 2008. године у Лизингу.
На гробљу се налазе и руска православна гробља као и капела Светог Лазара (саграђена 1894. године). Од 1869. године, припадници грчке православне заједнице сахрањивани су у секцији 30 А, западно од капије 2. Румунска православна заједница има своја гробља у близини капије 3 у секцији 38, као и припадници бугарске православне цркве. Српска православна заједница добила је делове одељака 68 Б и 69 Ц, близу капије 3. Одељак 27 А садржи гробнице Коптске православне цркве.
Протестантски одељак на источној страни посвећен је употреби обе конфесије Евангелистичке протестантске цркве у Аустрији, лутеранске АБ и калвинистичке ХБ. Гробље је свечано отворено у присуству председника Евангелистичке протестантске цркве др Рудолфа Франца 14. новембра 1904. године. Гробље је проширено 1926., 1972. и 1998. године. Протестантски део се састоји од 6.000 гробова и 300 породичних сводова.
Године 2000. у секцији 35 Б у близини капије 3, отворено је гробље за бебе, где се налазе мртворођена деца, мртве бебе и мала деца до 110 cm висине која су овде сахрањивана.
Прво будистичко гробље у Европи основано је на Средишњем бечком гробљу у мају 2005. За ову сврху је издвојено подручје гробља које се налази око ступе, које је освештао тибетански монах.
Нови Меморијал анатомије отворен је у Сектору 26, 5. марта 2009. за сахрањивање Института за анатомију Медицинског универзитета у Бечу и за људе који су своја тела поклонили науци.
Црква Исуса Христа светаца последњих дана у Аустрији прославила је 19. септембра 2009. године посвећење парцеле величине једног хектара одвојене за мормонске покојнике на Средишњем гробљу у Бечу.
- Будистичко гробље
- Муслимански одсек
- Протестантски део са погребном капелом
- Руска православна капела
- Меморијал анатомије
- Војни одсек
- Маузолеј архитекте Макса Флајшера (1841–1905) у старом јеврејском делу
- Гробови у Старом јеврејском гробљу
- Зграда мртвачнице

## Српско војно гробље
На Средишњем бечком гробљу, на парцели 68а, сахрањивани су ратни заробљеници умрли у Бечу током Првог светског рата. Ту је сахрањено и 130 српских, као и троје црногорских војника. У међуратном периоду, делови парцеле са руским, италијанским и румунским војницима су добили посебна већа камена спомен обележја, док је простор са српским гробницама зарастао, да би тек 1934. године био уређен од стране Посланства Kраљевине Југославије у Бечу. 
Међутим, у наступајућим годинама поново је пропао. Други светски рат, ново југословенско дипломатско особље у Бечу и незаинтересованост за заоставштину Првог светског рата условили су да ово гробље буде потпуно заборављено. Простор са српским и румунским гробницама је у једном тренутку преуређен тако што су на њему постављени појединачни крстови који означавају гробнице, а који садрже натпис: „1914–1918”. Румунски споменик је остао да стоји у позадини, па је цео овај део гробља називан румунским гробљем.

## Приступ гробљу
Приватни аутомобилски саобраћај је дозвољен уз наплату на терену гробља сваког дана у години осим 1. новембра (Све свети). Због великог броја посетилаца 1. новембра, приватна возила нису дозвољена. На терену гробља редовно саобраћа јавна „гробљанска аутобуска“ линија (Траса 106) са неколико стајалишта. Стари трамвај Симеринга са коњском вучом замењен је 1901. године електричним трамвајем. Тада и данас овај трамвај саобраћа од Шварценбергплаца до Средишњег гробља, а 1907. године је пренумерисан у трамвај број „71“. Станица "Централфридхоф" на Бечком Шнелбану (приградска железница) налази се у близини старог јеврејског дела гробља. Најближа станица Бечког метроа (У-Бан) је последња станица линије У3 (зове се "Симеринг") и налази се на око два километра западно од гробља.

## Помињање у популарној култури
На Средишњем бечком гробљу су снимљене сцене лажне и праве сахране Харија Лајма на почетку и на крају филма Трећи човек. Музичар Волфганг Амброс помиње ово гробље у својој песми „Живело средишње гробље“ из 1975. године, обележавајући тиме 100. годишњицу његовог отварања. У видео споту из 1981. године за песму Виена од рок групе Aлтравокс, који је стилски базиран на филму Трећи човек, на појединим снимцима се види и Средишње бечко гробље, а на насловној страни сингла је приказан гроб Карла Швајгхофера.
Концерт под ведрим небом, под називом Нахкланг одржава се сваке године на теренима овог гробља.

## Гробови славних
Средишње бечко гробље је дуго било непопуларно због удаљености од средишта града па су власти морале да смисле начине да га учине привлачнијим – отуда и развој почасног гробља као својеврсне туристичке атракције.
На Средишњем гробљу су сахрањени многи великани попут, на пример, Лудвига ван Бетовена и Франца Шуберта, који су премештени на Средишње гробље са „Источног гробља Верингер“ 1888. године. Кенотаф одаје почаст Волфгангу Амадеусу Моцарту, који је сахрањен на оближњем гробљу Светог Маркса.
Од знаменитих Срба, урна са пепелом Јулије Хуњади де Кетељ, кнегиње Србије и супруге кнеза Михаила Обреновића, почива у одељку са урнама који се налази на другом улазу са сигнатуром KNLH 13. Велики војвода Грахова и Зете, Мирко Петровић Његош сахрањен је на овом гробљу као и Данило Петровић Његош, најстарији син краља Николе I Петровића Његоша.

## Познате личности сахрањене на Средишњем бечком гробљу
- Алфред Адлер (1870–1937), психијатар и психолог, оснивач индивидуалне психологије
- Виктор Адлер (1852–1918), оснивач Социјалдемократске радничке партије Аустрије
- Волф Албах-Рети (1906–1967), аустријски глумац
- Рудолф фон Алт (1812–1905), сликар
- Лудвиг Анценгрубер (1839–1889), аустријски драматург, романописац и песник
- Алојз Андер (1821–1864), оперски тенор рођен у Бохемији
- Франц Антел (1913–2007), филмски редитељ, писац и продуцент
- Леон Аскин (1907–2005), глумац
- Франц фон Бајрос (1866–1924), уметник
- Лудвиг Безендорфер (1835–1919), произвођач клавира
- Лудвиг ван Бетовен (1770–1827), композитор
- Ерна Бергер (1900–1990), оперска певачица
- Улрих Бетак (1897–1959), глумац
- Теодор Билрот (1829–1894), хирург
- Лудвиг Болцман (1844–1906), физичар/математичар
- Еуген фон Бем-Баверк (1851–1914), аустријски економиста
- Сергеј Борткјевић (1877–1952), композитор, сахрањен са супругом Елизабетом
- Јоханес Брамс (1833–1897), композитор
- Адолф фон Брудерман (1854–1945), аустроугарски генерал
- Рудолф фон Брудерман (1851–1941), аустроугарски генерал
- Игњац Брул (1846–1907), пијаниста и композитор
- Курт Валдхајм (1918–2007), генерални секретар УН, председник Аустрије
- Густав Валтер (1834-1910), оперски тенор
- Франц Верфел (1890–1945), песник
- Франц Вест (1947–2012), уметник
- Антон Вилдганс (1881–1932), песник
- Хуго Волф (1860–1903), композитор
- Фриц Вотруба (1907–1975), вајар
- Карл фон Гега (1802–1860), инжењер
- Кристоф Вилибалд Глук (1714–1787), композитор
- Карл Голдмарк (1830–1915), композитор
- Леополд Грац (1929–2006), градоначелник Беча
- Алфред Гринфелд (1852–1924), пијаниста
- Елфи фон Дасановски (1924–2007), певачица и филмски продуцент
- Георг Декер (1818–1894), уметник портрета
- Ото Ерих Дојч (1883–1967), музиколог
- Хајнрих Елбоген (1872–1927), учесник Летњих олимпијских игара 1912.
- Александар Жирарди (1850–1918), глумац
- Џо Завинул (1932–2007), џез клавијатуриста и композитор
- Игнац Зајпел (1876–1932), државник, аустријски канцелар
- Карл Зајц (1869–1950), први председник Аустрије
- Андреас Зелинка (1802-1868), градоначелник Беча (1861-1868)
- Александар фон Землински (1871–1942), композитор
- Герт Јонке (1946–2009), песник, драматург и романописац
- Курд Јиргенс (1912–1982), глумац
- Удо Јиргенс (1934–2014), певач
- Емерих Калман (1882–1953), композитор
- Вера Карали (1889–1972), балерина и глумица
- Сиаваш Казраи (1927–1996), персијски марксистички песник
- Хелмут Квалтингер (1928–1986), глумац
- Теодор Кернер (1873-1957), председник Аустрије (1951-1957)
- Лудвиг фон Кехел (1800-1877), музиколог и композитор
- Вилхелм Кинцл (1857–1941), композитор
- Вилхелм Кинцл (1857–1941), композитор
- Томас Клестил (1932–2004), председник Аустрије (1992–2004)
- Рудолф Кирхшлегер (1915–2000), председник Аустрије (1974–1986)
- Карл Краус (1874–1936), писац
- Вернер Јоханес Краус (1884–1959), сценски и филмски глумац
- Јозеф Крихубер (1800–1876), сликар и литограф
- Карл Кундман (1838–1919), вајар
- Хеди Ламар (1914–2000), глумица и проналазач
- Jозеф Ланер (1801–1843), композитор
- Антон Јозеф Едлер фон Леб (1769–1837), градоначелник Беча (1835-1837)
- Лоте Леман (1888–1976), оперска певачица
- Ђерђ Лигети (1923–2006), композитор
- Тео Линген (1903–1978), глумац/редитељ
- Гвидо фон Лист (1848–1919), пан-германски окултиста
- Адолф Лос (1870–1933), архитекта
- Макс Лоренц (1901–1975), немачки тенор
- Карл Лугер (1844–1910), градоначелник Беча
- Јулиус Мадрич (1906–1984), аустријски Праведник међу народима
- Бруно Марек (1900–1991), градоначелник Беча
- Ханс Мозер (1880–1964), глумац
- Зигфрид Маркус (1831–1898), пионир аутомобила
- Карл Милекер (1842–1899), композитор
- Јохан Нестрој (1801–1862), певач, глумац и драматург
- Пјетро Нобиле (1774–1854), архитекта
- Карл Ојген Нојман (1865–1915), европски пионир будизма
- Валтер Новотни (1920–1944), пилот Луфтвафеа из Другог светског рата
- Едуард ван дер Нул (1812–1868), архитекта
- Фридрих Оман (1858–1927), архитекта
- Георг Вилхелм Пабст (1885–1967), филмски режисер
- Данило Петровић Његош (1871–1939), принц-престолонаследник Краљевине Црне Горе
- Мирко Петровић Његош (1879–1918), велики војвода Грахова и Зете
- Јозеф Пецвал (1807–1891), математичар, физичар, проналазач и конструктор.
- Ханс Пфицнер (1869–1949), композитор
- Клеменс фон Пирке (1874–1929), научник и педијатар
- Паула фон Прерадовић (1887–1951), књижевница
- Јохан Прикс (1836–1894), градоначелник Беча (1889-1893)
- Јулијус Раб (1891–1964), аустријски канцелар
- Гели Раубал (1908–1931), полу-нећакиња Адолфа Хитлера
- Карл Ренер (1870–1950), председник Аустрије
- Ричард Рети (1889–1929), шаховски велемајстор
- Јозеф Карл Рихтер (1880–1933), композитор
- Ханс Ример, (1901–1963), аустријски политичар
- Леони Рисанек (1926–1998), оперска певачица
- Антон Ронахер (1841–1892), оснивач Позоришта Ронахер
- Алберт Саломон Анселм фон Ротшилд (1844–1911), банкар и финансијер
- Натанијел Мајер Анселм фон Ротшилд (1836–1905), филантроп
- Антонио Салијери (1750–1825), композитор
- Матијас Синделар (1903–1939), фудбалер
- Феликс Славик (1912–1980), градоначелник Беча
- Франц фон Супе (1819–1895), композитор
- Фридрих Торберг (1908–1979), писац
- Фалко грађанско име Јохан (Ханс) Холцл (1957–1998), рок певач
- Ида Лаура Фајфер (1797-1858), истраживач
- Петер Фенди (1796–1842), сликар и литограф
- Антон Доминик Фернкорн (1813–1878), вајар
- Леополд Фигл (1902–1965), државник
- Виктор Франкл (1905–1997), неуролог, психијатар, преживео холокауст
- Егон Фридел (1878–1938), аустријски филозоф, историчар, новинар, глумац, кабареиста и позоришни критичар
- Едгар Фрезе (1944–2015), музичар, уметник, композитор
- Карл фон Хазенауер (1833-1894), архитекта
- Сесил ван Ханен (1844–1914), уметник
- Теофил Ханзен (1813–1891), архитекта
- Антон Хајлер (1923–1979), оргуљаш и композитор
- Јохан фон Хербек (1831–1877), композитор
- Јозеф Хофман (1870–1956), архитекта и дизајнер намештаја
- Карл Целер (1842-1898), композитор оперета
- Хелмут Цилк (1927–2008), градоначелник Беча
- Карл Черни (1791–1857), учитељ клавира и композитор
- Доротеа Џерард (1855–1915), романописац
- Давид Шварц (1850–1897) пионир авијације
- Арнолд Шенберг (1874–1951), композитор
- Хајнрих Шенкер (1868–1935), музички теоретичар
- Адолф Шерф (1890–1965), председник Аустрије
- Фридрих Шилхер (1811–1881), сликар
- Маргарете Шите-Лихоцки (1897–2000), архитекта
- Франц Шмит (1874–1939), композитор
- Рихард Шмиц (1885–1954), градоначелник Беча (1934-1938)
- Артур Шницлер (1862–1931), писац
- Леополд фон Шретер (1837-1908), интерниста и ларинголог
- Роберт Штолц (1880–1975), композитор
- Јозеф Штраус (1827–1870), композитор
- Едуард Штраус (1835–1916), композитор
- Јохан Штраус Старији (1804–1849), композитор
- Јохан Штраус Млађи (1825–1899), композитор
- Јозеф Штробах (1852-1905), градоначелник Беча (1896-1897)
- Франц Шуберт (1797–1828), композитор

## Галерија
- Гроб Лудвига ван Бетовена
- Гроб Лудвига Болцмана
- Гроб Јоханеса Брамса
- Гроб Арнолда Шенберга
- Гроб Франца Шуберта
- Гроб Јохана Штрауса Старијег
- Гроб Јохана Штрауса Млађег
- Гробови принца Мирка Петровић-Његоша и принца Данила Петровић-Његоша
- Гроб Хеди Ламар
- Фалков гроб